# Filofej Pskovský
Mnich Filofej (rusky Филофе́й; 1465, Pskovská republika – 1542 Moskevské velkoknížectví) byl ruský vědec a starec Pskovského kláštera. Zprávy o jeho životě jsou velmi sporé. Je známý především jako autor teorie třech Římů, kterou zformuloval na počátku XVI. století ve svém poslání Moskevskému knížeti  Vasilijï III.
| „ | Два Рима пали, а третий стоит, а четвёртому не быть. | Dva Římy padly, třetí stojí a čtvrtého již nebude. | “ |